# Право международных договоров
Право международных договоров — подотрасль международного права, совокупность норм, регулирующая правоотношения акторов международного права в области заключения, изменения, расторжения, толкования и исполнения международных договоров. Основным актом, регулирующим данную подотрасль в настоящее время, является Венская конвенция о праве международных договоров 1969 года.

## История международных договоров
Международные договоры, в их примитивных формах, заключались с древних времён. Самыми первыми международными договорами считаются договор древнесирийского города-государства Эбла с Абарсалом и договор между древними городами Месопотамии Лагаш и Умма об установлении границ между этими городами. Исполнение последнего было обеспечено клятвами богам. Одним из первых письменных международных договоров считается Египетско-хеттское соглашение, которое установило мир между этими государствами и послужило основанием для дальнейшего союза Египта и Хеттского государства. Но данный договор не имел ничего общего с современным представлением о международных договорах.
Более важным для формирования современного представления о международном договоре этапом стало заключение Вестфальского мира 1648 г. по итогам Тридцатилетней войны. Этот договор установил основы международно-правовых договорных сношений между европейскими государствами того периода, а также заложил основы международного права как системы норм, регулирующих отношения между государствами, международными организациями и некоторыми другими субъектами международного права. На основе этого договора и строилось дальнейшее право международных договоров.
Самым близким к современному праву международных договоров было заключение различных актов международного характера по результатам Венского конгресса 1815 года. В результате конгресса были разработаны основы исполнения международных договоров. Акты, принятые по результатам конгресса, важны также для права международных организаций.
23 мая 1969 года была принята Венская конвенция о праве международных договоров, которая является в настоящее время основополагающим актом в области права международных договоров.

## Объект права международных договоров
Многие учёные основным объектом права международных договоров собственно сами отношения, вызываемые международным договором, как соглашением между субъектами международного права в письменной форме. Для международных договоров в устной форме применяется термин «джентльменское соглашение». Они не пользуются судебной защитой и исполнение зависит только от желания стороны договора. Собственно, международный договор есть ничто иное, как соглашение между субъектами международного права и отношения между сторонами договора, возникающие на основе этого соглашения.

## Порядок заключения международных договоров
Конвенция устанавливает, что прежде всего, стороной международного договора может быть государство, как первичный субъект международного права (вторичными субъектами являются различные международные организации и иные межгосударственные и неправительственные объединения).

### Подписание договора
После выдвижения инициативы и согласования по условиям международного договора, договор составляется в письменной форме в соответствующем числе экземпляров по числу участников и подписывается. Подписание, по общему правилу, производится ad referendum, то есть подлежит дальнейшему согласованию с национальными законодательными органами.
Из этого правила есть исключения. Согласно Конвенции, дальнейшей ратификации не подлежат договоры, подписанные:
- Главой государства (президентом, монархом и т. д.), главой правительства, министром иностранных дел
- Главой дипломатического представительства
- Делегатом государства на международную конференцию по вопросам, обсуждаемым на конференции
- При предъявлении документов, свидетельствующих о наличии соответствующих полномочий
- Из практики государств следует, что лицо, занимающее данную должность имеет право подписывать международные договоры без отдельно указанных полномочий

Однако в России в соответствии с ФЗ «О международных договорах РФ», ратификации подлежат следующие договоры, вне зависимости от того, кто их подписал:
а) исполнение которых требует изменения действующих или принятия новых федеральных законов, а также устанавливающие иные правила, чем предусмотренные законом;
б) предметом которых являются основные права и свободы человека и гражданина;
в) о территориальном разграничении Российской Федерации с другими государствами, включая договоры о прохождении Государственной границы Российской Федерации, а также о разграничении исключительной экономической зоны и континентального шельфа Российской Федерации;
г) об основах межгосударственных отношений, по вопросам, затрагивающим обороноспособность Российской Федерации, по вопросам разоружения или международного контроля над вооружениями, по вопросам обеспечения международного мира и безопасности, а также мирные договоры и договоры о коллективной безопасности;
д) об участии Российской Федерации в межгосударственных союзах, международных организациях и иных межгосударственных объединениях, если такие договоры предусматривают передачу им осуществления части полномочий Российской Федерации или устанавливают юридическую обязательность решений их органов для Российской Федерации.

### Другие способы выражения согласия на обязательность международного договора
Конвенция предусматривает не только подписание международных договоров, но и другие способы выражения согласия государства на обязательность договора, такие как:
- Обмен документами, образующими договор
- Ратификация договора без подписания
- Принятие, утверждение, присоединение к договору
- Обмен ратификационными грамотами[4]

### Оговорки
При подписании договора государство может заявить об оговорке — заявление государства в письменной форме о том, что к нему не будут применяться некоторые положения международного договора или будут применяться только в определённом истолковании. Оговорка допускается если она прямо не запрещена договором и не противоречит целям договора, если вопрос об оговорках в договоре не урегулирован.

### Вступление договора в силу
По общему правилу договор вступает в силу с даты, указанной в договоре. Если же такая дата не установлена, договор вступит в силу тогда, когда будет установлено согласие всех участников договора с его условиями. Оригинал договора хранится у депозитария, которым может быть любое государство, международная организация или даже физическое лицо, в определённых случаях.
После подписания, любое из государств-участников должно уведомить мировое сообщество о заключении международного договора.

## Применение международных договоров
Каждый международный договор должен добросовестно соблюдаться и исполняться государством. Конвенция делает важное замечание, говоря, что государство не может опираться на своё национальное законодательство при соблюдении и исполнении международных договоров.

### Толкование договоров
Важным условием для правильного применения международных договоров является вопрос их толкования. По общему правилу, договор толкуется каждый раз ad hoc, исходя из общих принципов права, целей договора и его преамбулы, которая выражает побуждения государств для заключения данного международного договора. Если договор был составлен на нескольких языках, каждый из текстов имеет равную юридическую силу, причём государства-участники не вправе ссылаться на особенности значения определённого термина в их языке, поскольку все термины, применяемые в договорах на разных языках предполагаются означающими одно и то же.

### Применение договора к третьим государствам
По общему правилу, следующему из существа договорных отношений, договор устанавливает права и обязанности только для тех лиц, которые являются участниками договора. В международном праве договор может предусматривать права для третьих государств, также как и обязанности. Однако обязанности для третьего государства имеют силу лишь в том случае, если оно выразит своё согласие на исполнение этих обязанностей. Права же третьему государству предоставляются в том случае, если оно прямо не выразило своё несогласие на принятие этих прав.

### Поправки к договорам
Поправки могут быть предложены любым участником международного договора, если иное не предусмотрено самим договором. Каждый из участников договора должен быть уве́домлен о внесении предложений о поправках и не может быть в результате данных поправок исключён из действия договора, поэтому для внесения поправок, по общему правилу, требуется согласие всех участников договора.

## Прекращение международных договоров
Конвенция устанавливает, что договор может быть прекращён только по основаниям, предусмотренным в самой Конвенции. Единственным случаем, когда договор может быть прекращён не в соответствии с Конвенцией — расторжение договора по взаимному согласию участников.
Помимо расторжения договора, Конвенция предусматривает случаи, когда можно признать его недействительным. К ним относятся:
1. Нарушение компетенции для заключения договора в соответствии с внутренним правом (договор был заключён тем лицом, которое не имело право его заключать с точки зрения национального законодательства)
2. Ошибка в договоре, которая кардинальным образом повлияла на отношение государства к договор
3. Обман, подкуп или принуждение представителя государства
4. Принуждение государства путём угрозы ему силой
5. Противоречие основополагающим нормам международного права, которые действуют в отношении каждого государства, независимо от его отношения к этим нормам (jus cogens)[4].